# أمين الناصر
أمين بن حسن الناصر رئيس شركة أرامكو وكبير الإداريين التنفيذيين.

## حياته
ولد في عام 1958م في صفوى بمحافظة القطيف، وانضم لشركة أرامكو السعودية بعد تخرجه وحصوله على درجة البكالوريوس في هندسة البترول من جامعة الملك فهد للبترول والمعادن في الظهران في عام 1982، وتولى الناصر عددًا من المهام في الفترة ما بين نوفمبر 1982 إلى فبراير 1991 في إدارات هندسة الإنتاج والحفر وإدارة المكامن، وخلال الفترة من مارس 1991 إلى مايو 1997 تولى الناصر عدداً من المناصب الإشرافية في إدارتي الهندسة والإنتاج.
عُيِّن بعد ذلك مديرًا لإدارة الإنتاج في رأس تنورة في يونيو من عام 1997، ثم شغل منصب مدير إدارة هندسة الإنتاج في المنطقة الشمالية، فمدير إدارة الإنتاج في المناطق المغمورة في حقل السفانية ثم مدير إدارة الإنتاج على اليابسة في السفانية، ثم تولى الناصر منصب كبير مهندسي البترول في الشركة في أبريل 2004، ثم منصب المدير التنفيذي لهندسة البترول والتطوير في مايو 2005، بعد ذلك اختير الناصر نائبًا للرئيس لهندسة البترول والتطوير في شهر أبريل من عام 2006، ثم رئيسًا لقطاع أعمال التنقيب والإنتاج بالوكالة في أغسطس 2007، وفي شهر يناير من عام 2008 عُيِّن الناصر رئيسًا لقطاع أعمال التنقيب والإنتاج، ليصبح بعد خمسة أشهر نائبًا أعلى للرئيس للتنقيب والإنتاج.

### أُخرى
انخرط الناصر في عدد من المهام التطويرية، بما في ذلك ندوة تطوير القادة في أرامكو السعودية التي عقدت في واشنطن عام 1999، وبرنامج أرامكو السعودية للأعمال الدولية عام 2000، وبرنامج كبار التنفيذيين في جامعة كولومبيا عام 2002، وعضوية جمعية مهندسي البترول، وفي عام 2008 اختير في المجلس الاستشاري للصناعة التابع لجمعية مهندسي البترول.
رأس الناصر جانب أرامكو السعودية في اللجنة الإشرافية المشتركة للتعاون مع جامعة الملك فهد للبترول والمعادن بالظهران، وكذلك اللجنة الإشرافية المشتركة للتعاون مع جامعة الملك عبد الله للعلوم والتقنية، كما أن الناصر عضو في مجلس إدارة وادي الظهران للتقنية.

## رئاسة أرامكو
سبق تعيين الناصر رئيسًا لشركة أرامكو السعودية عدة قرارات على مستوى السياسي والاقتصادي في المملكة العربية السعودية، ففي 29 أبريل 2015 صدر مرسوم ملكي بتعيين خالد الفالح رئيس شركة أرامكو وكبير الإداريين التنفيذيين فيها وزيرًا للصحة، وفي 1 مايو 2015 وافق المجلس الاقتصادي على اقتراح الأمير محمد بن سلمان بن عبد العزيز ولي ولي العهد النائب الثاني لرئيس مجلس الوزراء وزير الدفاع آنذاك بإعادة هيكلة شركة أرامكو، وتتضمن إعادة هيكلة أرامكو فصلها عن وزارة البترول، وفي نفس اليوم أعلنت شركة النفط أرامكو السعودية على حسابها بموقع تويتر أن النائب الأعلى لرئيس الشركة للاستكشاف والإنتاج أمين الناصر قد عين رئيسا تنفيذيًا للشركة حتى إشعار آخر.
في 17 سبتمبر 2015 عقد المجلس الأعلى لشركة الزيت العربية السعودية أرامكو السعودية اجتماعه برئاسة الأمير محمد بن سلمان بن عبدالعزيز، وقرر المجلس تعيين المهندس أمين بن حسن الناصر، رئيساً تنفيذياً لشركة الزيت العربية السعودية.

## أرامكو في عهده
قاد الناصر عدد من التغييرات الجوهرية في أرامكو السعودية أهمها طرح أسهم الشركة للاكتتاب العام وشراء حصة الأغلبية في سابك والاشتراك بشكل فعال في معاهدة باريس للمناخ. كما قاد الناصر إعادة هيكلة عمليات قطاع المصب واستثمار جزء من أصول الشركة مع مستثمرين أجانب، كما أطلق الناصر عدة مشروعات بترولية ضخمة تحت رعاية الملك سلمان بن عبدالعزيز في الشيبة وخريص وواسط ومنيفة. أيضًا تعرضت عدد من منشآت أرامكو السعودية في عهده لهجمات إرهابية أهمها الهجوم في عام 2019 على بقيق وخريص والشيبة وصرح الناصر في مؤتمر في لندن بعد الهجمات بأن أرامكو أثبتت قدرتها الاستثنائية على التعامل باحترافية مطلقة ضد هذه الهجمات واستعادة الإنتاج بشكل فوري.